# Раньшина

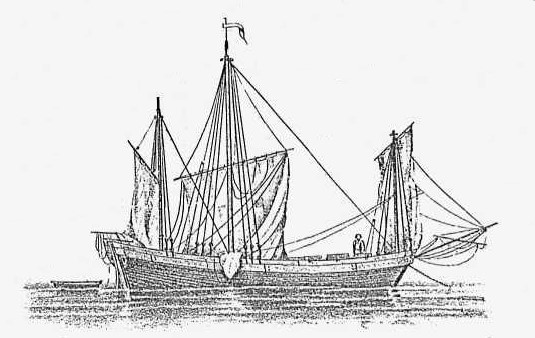
Изображение раньшины из книги чертежей и рисунков, составленных П. А. Богославским к книге о купеческом судостроении в России

Раньшина, a также ранщина, рончина, роншина, роньшина — историческая разновидность парусно-гребных двух- или трёхмачтовых судов, которые широко применялись северными славянами (поморами) в XI—XIX веках для рыболовного и зверобойного промысла в тяжёлых ледовых условиях. Этимология названия связана с тем, что эти суда могли быть использованы начиная с ранней весны, задолго до того, как в море можно было выйти на кораблях других типов.

## Конструкция
Своими размерами раньшина не отличалась от кочьмары. Отличительной особенностью конструкции раньшины была яйцеподобная форма подводной части корпуса, что позволяло снизить риск его разрушения при обжатии морскими льдами. Попадая в лёд, судно с такими обводами просто «выдавливалось» напором ледовых масс вверх, а после расхождения льдин снова погружалось обратно в воду. На днище раньшины устанавливались полозья, которые при плавании под парусами, действуя совместно с килем, значительно снижали боковой снос ветром и качку, а кроме этого — позволяли транспортировать судно волоком по льду. В этих же целях передней и задней оконечностям корпуса (форштевню и ахтерштевню) придавалась скошенная форма под углом примерно 30°, что способствовало процессу вытаскивания судна из воды на берег. Палуба по всей длине судна имела покатость к бортам, в её центре обустраивался грузовой люк, прикрытый лючинами. Бортовая обшивка была наборной, выполнялась без использования железных гвоздей, так как они были подвержены коррозии и расшатыванию из-за постоянных ударов о встречные льдины. Для обеспечения упругости всей конструкции доски бортов соединялись гибкими прутьями можжевельника, которые, распухая в морской воде, способствовали закупорке отверстий. Внутренней обшивки не было. Для парусов использовались оленьи шкуры (замша), которые не были подвержены быстрому обледенению. Средняя грузоподъёмность раньшины была в диапазоне от 25 до 70 тонн.
Для различных целей раньшина могла нести на себе тройник или несколько осиновок.